# Caymanöarna i olympiska sommarspelen 2000
Caymanöarna deltog i de olympiska sommarspelen 2000 med en trupp bestående av tre deltagare, en man och två kvinnor, men ingen av landets deltagare erövrade någon medalj.

## Friidrott
Herrarnas längdhopp
- Kareem Streete-Thompson
  1. Kval — 7.99 (gick inte vidare)

Damernas 100 meter
- Cydonie Mothersille
  1. Omgång 1 — 11.38
  2. Omgång 2 — 11.81 (gick inte vidare)

Damernas 200 meter
- Cydonie Mothersille
  1. Omgång 1 — 22.78
  2. Omgång 2 — DNS (gick inte vidare)

## Segling
Europajolle
- Tomeka McTaggart
  1. Lopp 1 — (27)
  2. Lopp 2 — (27)
  3. Lopp 3 — 25
  4. Lopp 4 — 25
  5. Lopp 5 — 25
  6. Lopp 6 — 23
  7. Lopp 7 — 21
  8. Lopp 8 — 22
  9. Lopp 9 — 27
  10. Lopp 10 — 25
  11. Lopp 11 — 24
  12. Final — 217  (26:e plats)